# Newcastle Thunder

Ancien logo sous le nom de Gateshead Thunder.

Newcastle Thunder (anciennement Gateshead Thunder) est un club professionnel anglais de rugby à XIII basé à Gateshead, dans le Tyne et Wear près de Newcastle upon Tyne. Il évolue dans la Co-operative Championship qui est le second échelon du championnat d'Angleterre. Il s'agit du seul club professionnel dans l'Angleterre du Nord-Est. Il a remporté le championnat de troisième division en 2008
Le club est fondé en 1999 pour intégrer la Super League mais de graves problèmes financiers dès la première année malgré une sixième place en saison régulière met un terme à cette expérience. Après des années où le club survit tant bien que mal dans les divisions inférieures, il parvient en 2008 à remporter la National League Two (troisième division) en 2008 et accède à la Co-operative Championship (deuxième division) en 2009. Il évolue au Gateshead International Stadium.

## Palmarès
- National League Two (1):
  - Champion : 2008.

## Bilan du club toutes saisons et toutes compétitions confondues
| Année | Année | Saison régulière Championship | Saison régulière Championship | Saison régulière Championship | Saison régulière Championship | Saison régulière Championship | Saison régulière Championship | Saison régulière Championship | Saison régulière Championship | Phase finale Championship | Phase finale Championship | Phase finale Championship | Phase finale Championship | Phase finale Championship | Phase finale Championship | Phase finale Championship | Challenge Cup |
| Année | Année | Class.                        | Points                        | MJ                            | V.                            | N.                            | D.                            | Pp.                           | Pc.                           | Perf.                     | MJ                        | V.                        | N.                        | D.                        | Pp.                       | Pc.                       | Performance   |
| 2021  | 2021  | 11e                           | 15                            | 20                            | 7                             | 1                             | 12                            | 431                           | 627                           | Non qualifié              | 0                         | 0                         | 0                         | 0                         | 0                         | 0                         |               |